# Stanton Warburton
Stanton Warburton (* 13. April 1865 im Sullivan County, Pennsylvania; † 24. Dezember 1926 in Boston, Massachusetts) war ein US-amerikanischer Politiker. Zwischen 1911 und 1913 vertrat er den Bundesstaat Washington im US-Repräsentantenhaus.

## Werdegang
Im Jahr 1868 zog Stanton Warburton mit seinen Eltern nach Cherokee in Iowa. Dort besuchte er die öffentlichen Schulen. Im Jahr 1888 absolvierte er das Coe College in Cedar Rapids. Im gleichen Jahr zog er nach Tacoma im Washington-Territorium. Nach einem anschließenden Jurastudium und seiner im Jahr 1889 erfolgten Zulassung als Rechtsanwalt begann er in Tacoma in seinem neuen Beruf zu arbeiten.
Politisch wurde Warburton Mitglied der Republikanischen Partei. Zwischen 1896 und 1904 saß er im Senat von Washington. Bei den Kongresswahlen des Jahres 1910 wurde er im zweiten Wahlbezirk seines Staates in das US-Repräsentantenhaus in Washington, D.C. gewählt, wo er am 4. März 1911 die Nachfolge von William W. McCredie antrat. Da er bei den folgenden Wahlen im Jahr 1910 nicht bestätigt wurde, konnte er bis zum 3. März 1913 nur eine Legislaturperiode im Kongress absolvieren.
Nach seinem Ausscheiden aus dem US-Repräsentantenhaus zog sich Stanton Warburton wieder aus der Politik zurück. In den folgenden Jahren arbeitete er als Anwalt. Er starb am 24. Dezember 1926 in Boston und wurde in Tacoma beigesetzt.